# Мезенцевська сільська рада
Ме́зенцевська сільська рада (рос. Мезенцевский сельский совет) — сільське поселення у складі Тюменцевського району Алтайського краю Росії.
Адміністративний центр та єдиний населений пункт — село Мезенцево.

## Населення
Населення — 314 осіб (2019; 367 в 2010, 502 у 2002).